# کن‌ایچی یاجیما
کن‌ایچی یاجیما (انگلیسی: Kenichi Yajima؛ زادهٔ ۱ مارس ۱۹۵۶) بازیگر اهل ژاپن است.
از فیلم‌ها یا برنامه‌های تلویزیونی که وی در آن نقش داشته‌است می‌توان به من این کار را نکردم، آتشبازی اشاره کرد.